# Campos Gerais
Campos Gerais es un municipio brasileño ubicado en el estado de Minas Gerais, en la región sudeste del país. Forma parte de la microrregión de Varginha y se encuentra a una altitud media de 843 m s. n. m. (metros sobre el nivel del mar). Es conocido por su rica historia, paisajes naturales, y una economía basada en la agricultura y la ganadería. Su población en 2022 era de 26 105 habitantes.

## Historia
La historia de Campos Gerais está estrechamente vinculada a las rutas comerciales y al desarrollo del interior de Minas Gerais durante los siglos siglo XVIII y XIX. Originalmente habitada por comunidades indígenas, la región comenzó a atraer colonos portugueses interesados en la agricultura y la minería. La fundación oficial del municipio ocurrió en el siglo XIX, cuando la economía cafetalera cobró relevancia. Desde entonces, Campos Gerais ha evolucionado, convirtiéndose en un importante centro de producción agropecuaria en la región.
En 1827, Tomé Soares de Oliveira, Francisco Graciano Macedo, Simão Martins Ferreira y otros miembros de las familias Soares y Martins, propietarios de dos haciendas en la región, iniciaron la fundación del poblado, denominado Carmo do Campo Grande.
La evolución de la localidad ocurrió tras la donación, por parte de las dos familias, de 50 alqueires de tierras a las orillas del arroyo Córrego da Divisa, para la formación del patrimonio de la iglesia construida allí a mediados de 1832, dedicada a Nuestra Señora del Carmen, patrona de la población. El lugar pasó a llamarse Divisa Velha, nombre que lo distinguía del municipio de Divisa Nova.
En 1860, José Silveira de Oliveira, descendiente de los fundadores, con el apoyo del pueblo, construyó una notable capilla para la época, que luego fue reemplazada, con la contribución de Antônio Joaquim Pereira, por la actual iglesia del Rosario.
La agricultura y la ganadería contribuyeron decisivamente al desarrollo de Campos Gerais. El topónimo, adoptado a partir de 1901, fue una sugerencia del entonces senador Josino de Paula Brito, por reflejar los extensos y fértiles campos del municipio.

## Geografía y economía
Campos Gerais está situado en una región montañosa, con altitudes que oscilan entre 800 y 1200 m s. n. m. (metros sobre el nivel del mar). El municipio se encuentra en una zona de transición entre el Cerrado y la Mata Atlántica, lo que le confiere una biodiversidad significativa.
La economía de Campos Gerais se basa principalmente en la agricultura, destacándose el cultivo de café, maíz y caña de azúcar. Además, la ganadería y la producción de lácteos también son actividades importantes. En las últimas décadas, el municipio ha experimentado un crecimiento en el sector de pequeñas industrias y servicios.

## Cultura, festividades y tradiciones
La cultura de Campos Gerais refleja una mezcla de influencias indígenas, africanas y portuguesas, común en la región de Minas Gerais. Entre las festividades más destacadas se encuentran:
- La Fiesta de San Sebastián: Celebrada en enero, incluye procesiones, música y ferias.
- El Festival del Café: Un evento anual que resalta la importancia del café en la economía local.

Las tradiciones también incluyen la gastronomía típica, como el pão de queijo y el doce de leite, así como expresiones artísticas relacionadas con la música sertaneja y las danzas tradicionales.

## Turismo
El turismo en Campos Gerais se enfoca en su belleza natural y su rico patrimonio histórico. Entre los principales atractivos destacan las cascadas y rutas de senderismo que se encuentran en la zona rural, las iglesias históricas como la parroquia de San Sebastián y las visitas a cafetales que ofrecen la oportunidad de degustar café artesanal. Además, el municipio cuenta con miradores naturales que brindan vistas panorámicas de toda la región, haciendo del turismo una experiencia que combina naturaleza, cultura e historia.

## Demografía
Según el último censo realizado en el año 2022, Campos Gerais cuenta con una población total de 26 105 habitantes. La mayor parte de esta población se concentra en áreas urbanas, reflejando una tendencia hacia la urbanización que se ha observado en las últimas décadas. Sin embargo, una proporción significativa de los residentes aún vive en áreas rurales, desempeñando un papel crucial en las actividades agropecuarias, que representan una de las principales fuentes de sustento económico de la región. Estas actividades incluyen el cultivo de café, maíz y soja, además de la ganadería, que son sectores tradicionales en la zona y contribuyen tanto al empleo local como a la economía regional.

## Clima
Campos Gerais tiene un clima tropical de altitud, caracterizado por inviernos secos y veranos cálidos con lluvias. La temperatura media anual es de aproximadamente 20 °C, con máximas que pueden superar los 30 °C en verano y mínimas cercanas a los 10 °C en invierno.
| Parámetros climáticos promedio de Campos Gerais (843 m s. n. m.) (Periodo de referencia: 1994-2024) | Parámetros climáticos promedio de Campos Gerais (843 m s. n. m.) (Periodo de referencia: 1994-2024) | Parámetros climáticos promedio de Campos Gerais (843 m s. n. m.) (Periodo de referencia: 1994-2024) | Parámetros climáticos promedio de Campos Gerais (843 m s. n. m.) (Periodo de referencia: 1994-2024) | Parámetros climáticos promedio de Campos Gerais (843 m s. n. m.) (Periodo de referencia: 1994-2024) | Parámetros climáticos promedio de Campos Gerais (843 m s. n. m.) (Periodo de referencia: 1994-2024) | Parámetros climáticos promedio de Campos Gerais (843 m s. n. m.) (Periodo de referencia: 1994-2024) | Parámetros climáticos promedio de Campos Gerais (843 m s. n. m.) (Periodo de referencia: 1994-2024) | Parámetros climáticos promedio de Campos Gerais (843 m s. n. m.) (Periodo de referencia: 1994-2024) | Parámetros climáticos promedio de Campos Gerais (843 m s. n. m.) (Periodo de referencia: 1994-2024) | Parámetros climáticos promedio de Campos Gerais (843 m s. n. m.) (Periodo de referencia: 1994-2024) | Parámetros climáticos promedio de Campos Gerais (843 m s. n. m.) (Periodo de referencia: 1994-2024) | Parámetros climáticos promedio de Campos Gerais (843 m s. n. m.) (Periodo de referencia: 1994-2024) | Parámetros climáticos promedio de Campos Gerais (843 m s. n. m.) (Periodo de referencia: 1994-2024) |
| Mes                                                                                                 | Ene.                                                                                                | Feb.                                                                                                | Mar.                                                                                                | Abr.                                                                                                | May.                                                                                                | Jun.                                                                                                | Jul.                                                                                                | Ago.                                                                                                | Sep.                                                                                                | Oct.                                                                                                | Nov.                                                                                                | Dic.                                                                                                | Anual                                                                                               |
| --------------------------------------------------------------------------------------------------- | --------------------------------------------------------------------------------------------------- | --------------------------------------------------------------------------------------------------- | --------------------------------------------------------------------------------------------------- | --------------------------------------------------------------------------------------------------- | --------------------------------------------------------------------------------------------------- | --------------------------------------------------------------------------------------------------- | --------------------------------------------------------------------------------------------------- | --------------------------------------------------------------------------------------------------- | --------------------------------------------------------------------------------------------------- | --------------------------------------------------------------------------------------------------- | --------------------------------------------------------------------------------------------------- | --------------------------------------------------------------------------------------------------- | --------------------------------------------------------------------------------------------------- |
| Temp. máx. media (°C)                                                                               | 27                                                                                                  | 26                                                                                                  | 27                                                                                                  | 25                                                                                                  | 23                                                                                                  | 22                                                                                                  | 23                                                                                                  | 25                                                                                                  | 27                                                                                                  | 27                                                                                                  | 26                                                                                                  | 27                                                                                                  | 25.4                                                                                                |
| Temp. mín. media (°C)                                                                               | 20                                                                                                  | 19                                                                                                  | 19                                                                                                  | 17                                                                                                  | 14                                                                                                  | 13                                                                                                  | 12                                                                                                  | 13                                                                                                  | 16                                                                                                  | 18                                                                                                  | 18                                                                                                  | 19                                                                                                  | 16.5                                                                                                |
| Precipitación total (mm)                                                                            | 281                                                                                                 | 173                                                                                                 | 179                                                                                                 | 67                                                                                                  | 46                                                                                                  | 22                                                                                                  | 15                                                                                                  | 19                                                                                                  | 70                                                                                                  | 119                                                                                                 | 205                                                                                                 | 259                                                                                                 | 1455                                                                                                |
| Fuente: INMET: Instituto Nacional de Meteorología                                                   | | | | | | | | | | | | | |

## Infraestructura

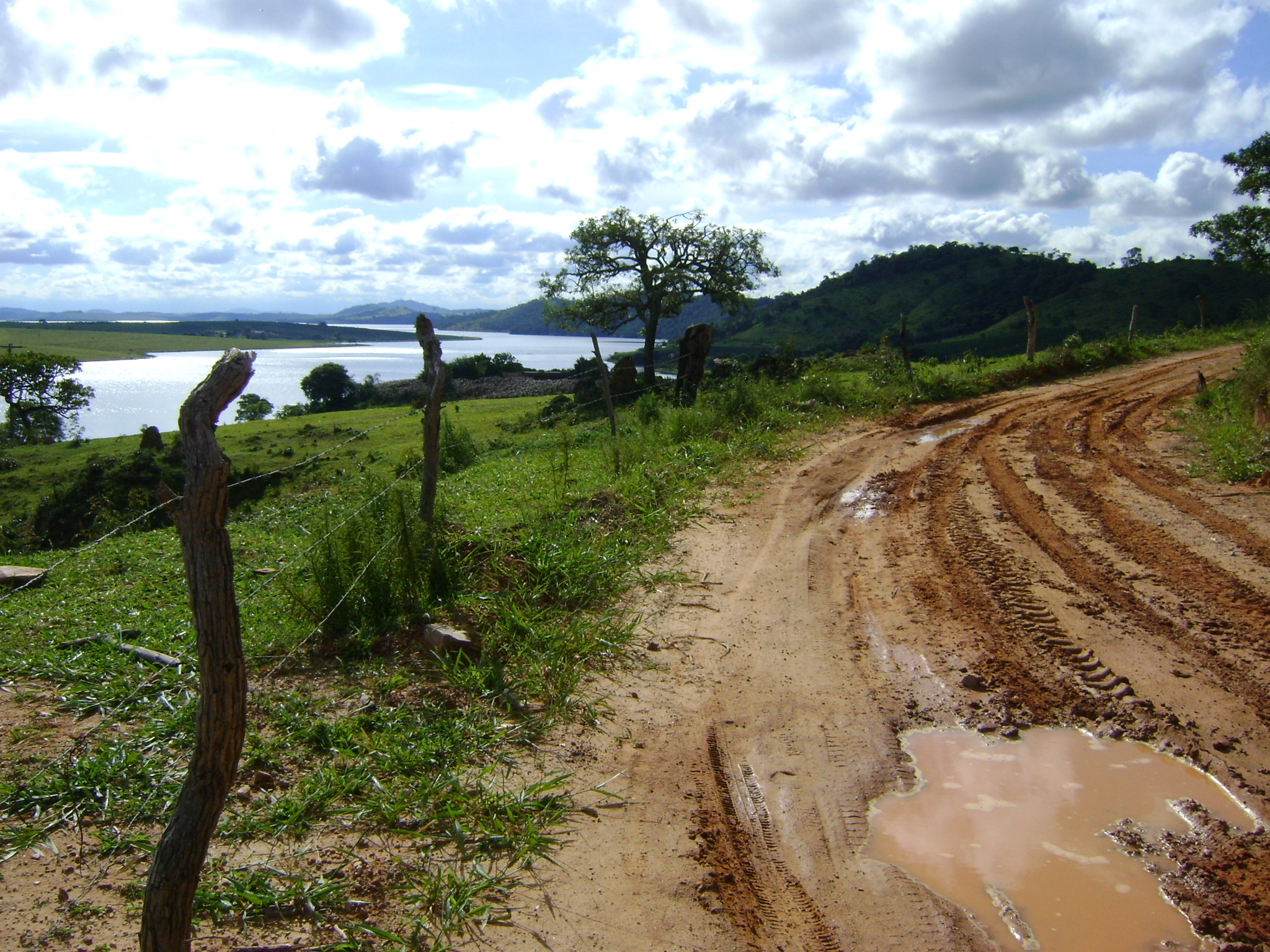
Vista del lago Furnas desde un camino rural típico de Campos Gerais

Campos Gerais cuenta con una red vial que conecta el municipio con importantes ciudades de Minas Gerais, destacándose la MG-369 y la BR-491, carreteras clave para el transporte de bienes y personas, especialmente para el flujo de productos agrícolas que son esenciales en la economía local.
En el ámbito educativo, el municipio dispone de escuelas primarias y secundarias que aseguran el acceso a la formación básica, además de instituciones técnicas que ofrecen cursos en áreas como agroindustria, mecánica y administración, adaptados a las demandas económicas de la región y orientados a la capacitación de jóvenes para el mercado laboral.
En cuanto a la salud, Campos Gerais cuenta con centros de atención primaria que brindan servicios básicos y programas preventivos, además de un hospital general equipado para atender emergencias y colaborar con hospitales de referencia en municipios vecinos para casos que requieren atención especializada.
La energía en la región proviene mayoritariamente de fuentes hidroeléctricas, típicas de Minas Gerais, aprovechando la abundancia de recursos hídricos. Además, el municipio está implementando proyectos para diversificar su matriz energética, con iniciativas de energía solar que incluyen la instalación de paneles en propiedades residenciales y comerciales, así como la promoción de cooperativas locales de energías renovables, buscando fortalecer la sostenibilidad y reducir la dependencia de fuentes tradicionales.